# Lac de Koprinka
 (mars 2024).
Si vous disposez d'ouvrages ou d'articles de référence ou si vous connaissez des sites web de qualité traitant du thème abordé ici, merci de compléter l'article en donnant les références utiles à sa vérifiabilité et en les liant à la section « Notes et références ».
Le lac de Koprinka (en bulgare : Копринка) est un lac de barrage situé dans la vallée des roses, au centre de la Bulgarie.
La construction du barrage de Koprinka commence après 1944 et s'est terminée en 1956. Il a été construit sur la rivière Toundja à sept kilomètres à l'ouest de la ville de Kazanlak près du village de Koprinka. Il est situé à proximité de la principale route entre la capitale Sofia et Bourgas. Le lac de barrage mesure environ sept kilomètres de long et couvre une superficie de 11,2 km2. La profondeur varie entre 44 et 78 m.
Lors de la construction du barrage est découverte l'ancienne ville thrace Seuthopolis qui était la capitale du royaume des Odryses.